# Franco Martinelli
Franco Martinelli (Villafranca di Verona, 15 agosto 1929 – Modena, 25 agosto 2008) è stato un calciatore italiano, di ruolo difensore.

## Carriera
Debutta in Serie B con il Verona nella stagione 1948-1949, restando in gialloblu per due stagioni e totalizzando 26 presenze.
Dopo un anno in Serie C in prestito al Marzoli, passa a titolo definitivo al Catanzaro, con cui vince il campionato di IV Serie 1952-1953. Si trasferisce poi al Modena con cui ritorna in Serie B nella stagione 1953-1954, disputando con gli emiliani quattro campionati per un totale di 109 presenze.
Nel 1957 passa al Mantova, con cui in tre anni compie la scalata dalla IV Serie alla Serie B, giocando altre 11 gare tra i cadetti.

## Palmarès

### Club

#### Competizioni nazionali
- Campionato Interregionale: 1

Mantova: 1957-1958
- Serie C: 1

Mantova: 1958-1959